# 比爾傑卜
35°31′29″N 7°56′18″E / 35.52472°N 7.93833°E
比爾傑卜（阿拉伯语：‎），是阿爾及利亞的城鎮，位於該國東北部泰貝薩省，由穆爾蘇特區負責管轄，面積279平方公里，2008年人口7,181，人口密度每平方公里26人。